# بتیئورن
بتیئورن (به لاتین: Bättlihorn) یک کوه در سوئیس است که در کانتون وله واقع شده‌است. بتیئورن ۲٬۹۹۲ متر بالاتر از سطح دریا واقع شده‌است.